# 中山寿彦
中山 寿彦（中山 壽彦、なかやま としひこ、1880年12月16日 - 1957年11月26日）は、日本の医師、政治家。日本医師会4代会長、貴族院議員、参議院議員、国務大臣。位階は従三位。勲等は勲二等。

## 経歴
兵庫県生まれ。1907年、東京帝国大学医学部を卒業。同年、東京医科大学附属病院助手となった。1920年、東京府豊多摩病院長に就任。東京府医師会長、同医師会附属下谷病院長、東京市理事、日本医療団東京支部事務局長、母子愛育会理事、公衆衛生院顧問、医師国家試験審議会委員などを歴任。
1946年2月に日本医師会会長に就任した。戦後の新体制を準備していたが、GHQから戦争協力者に対する公職追放を医師会役員にも適用するという通告を受けて会長職を辞任した。
1946年7月29日、貴族院勅選議員に選出された。同成会に属し、1947年5月の貴族院廃止まで在任。1947年4月、第1回参議院議員通常選挙の全国区に出馬し初当選（任期3年）。その後、第2回 （任期3年）、第3回参議院議員通常選挙でも再選された。また、1952年9月2日、第3次吉田第3次改造内閣の国務大臣として入閣した。
参議院議員として、同院運輸委員会、社会保障制度審議会副会長、鉄道建設審議会委員などを務め、所属政党では、自由党総務、同顧問などを歴任。
1957年11月26日、急性肺炎のため東京都中野区の自宅で在職中のまま死去、76歳（享年77歳）。